# 紫衣忏悔者小堂

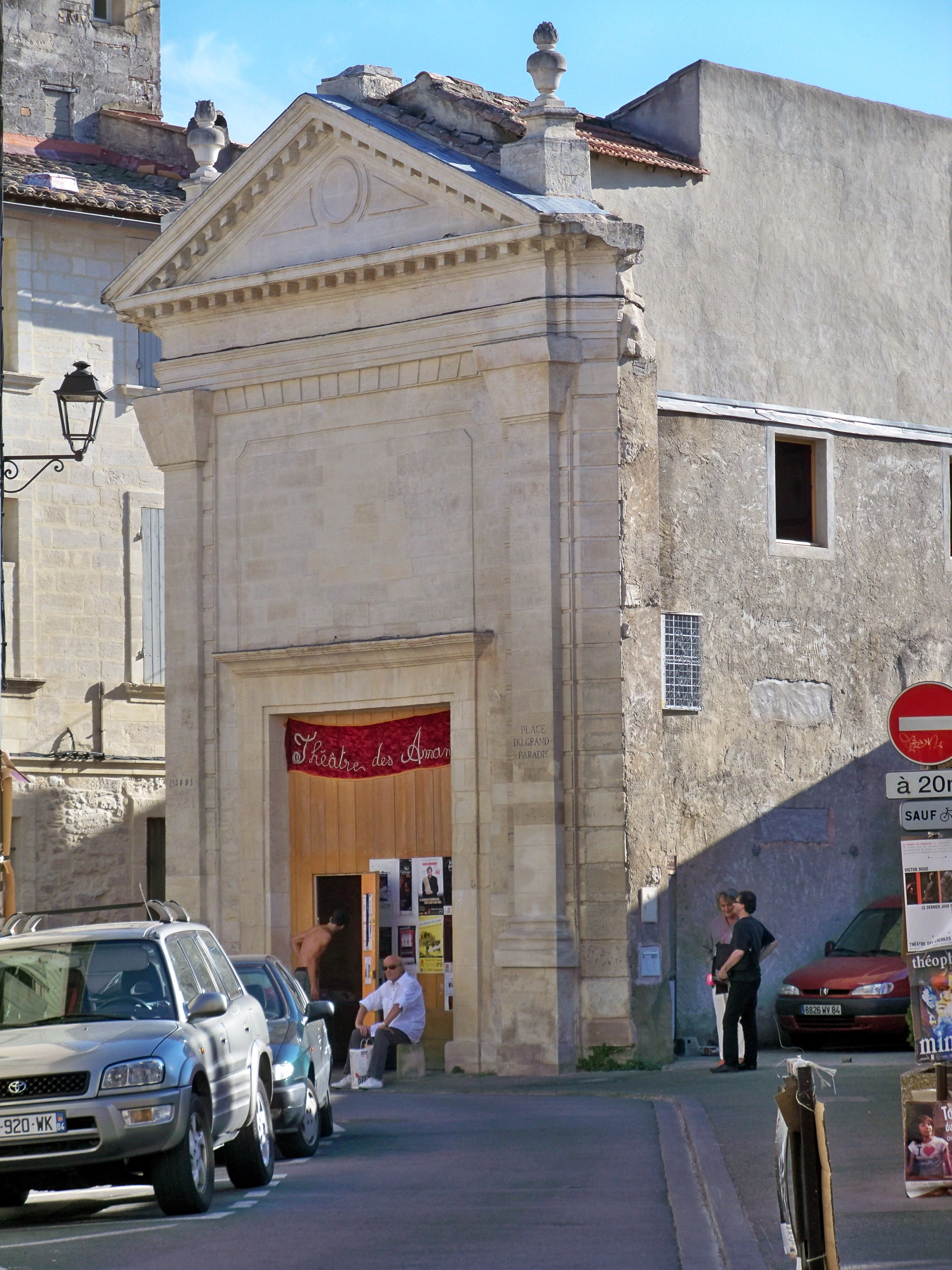

紫衣忏悔者小堂（Chapelle des Pénitents violets）是法国阿维尼翁的一座罗马天主教小堂，位于该市的大天堂广场（place du Grand-Paradis）。
该堂建于18世纪。立面在1966年列为法国历史古迹。现在用作阿维尼翁节的表演场地。